# 太良町立大浦中学校
太良町立大浦中学校（たらちょうりつ おおうらちゅうがっこう）は佐賀県藤津郡太良町大字大浦丙にある町立中学校。

## 概要
歴史
1947年（昭和22年）の学制改革の際に、新制中学校として創立。数回の改組・改称を経て、現校名になったのは1955年（昭和30年）。2022年（令和4年）に創立75年を迎えた。
校訓
「希望、創造、共同」
校章
校名の頭文字「大」を図案化したものの上に、「中」の文字を配している。
校歌
1955年（昭和30年）制定。作詞は斉藤利治、作曲は菖蒲敏博による。歌詞は3番まであり、3番の歌詞中に校名の「大浦中学」が登場する。
通学区域
住所表記で「太良町」の後に「大字大浦」が続く地域。
小学校区は太良町立大浦小学校。

## 沿革
- 1947年（昭和22年）
  - 4月1日 - 学制改革（六・三制の実施）が行われる。
    - 大浦村国民学校の初等科が「大浦村立大浦小学校」に改組される。
    - 大浦村国民学校の高等科は、青年学校普通科とともに、新制中学校「大浦村立大浦中学校」に改組される。初代校長は福田秋雄。学級数8、生徒数384名。

  - 5月3日 - 開校式を挙行。
- 1948年（昭和23年）3月31日 - 青年学校が廃止される。
- 1952年（昭和27年）
  - 3月 - 木造新校舎が完成。
  - 12月 - 特別教室（音楽室・家庭科室・理科室）が完成。
- 1955年（昭和30年）
  - 2月11日 - 多良町と大浦村の合併により、太良町が発足。
  - 2月12日 - 太良町の発足により、「太良町立多良中学校」（現校名）に改称。
  - 11月3日 -  校歌を制定。
- 1956年（昭和31年）11月 - 特別教室（図書室・調理室）が完成。
- 1962年（昭和37年）5月 - 体育館が完成。
- 1967年（昭和42年）2月 - 完全給食を開始。
- 1968年（昭和43年）9月 - 鉄筋コンクリート造3階建て新校舎が完成。
- 1970年（昭和45年）
  - 6月 - 柔道場が完成。
  - 7月 - プールが完成。
- 1972年（昭和47年）8月 - 剣道場が完成。
- 1974年（昭和49年）9月 - テニスコートが完成。
- 1975年（昭和50年）8月 - みかん園をサッカー運動場とする。
- 1976年（昭和61年）3月 - 体育館を増築。
- 1978年（昭和53年）3月 - 新校舎（管理室、LL教室、アナライザー室等特別教室等）が完成。
- 1982年（昭和57年）9月 - 運動場を拡張。
- 1983年（昭和58年）
  - 3月 - 技術教室を改築。
  - 9月 - 課外部活動部室が完成。
- 1984年（昭和59年）11月 - 国旗掲揚台を設置。
- 1986年（昭和61年）
  - 8月 - 旧教室校舎の大改修を実施。
- 9月 - 体育館の改修工事を実施。
- 1987年（昭和62年）8月28日　教室棟の大改修を実施。
- 1990年（平成2年）3月 - 体育館を増築。
- 1993年（平成5年）2月 - パソコン室を設置。
- 1994年（平成6年）10月 - グラウンド改修工事が完了。
- 1995年（平成7年）
  - 3月 - 校碑を建立。
  - 5月 - プールを改修。
- 1997年（平成9年）11月 - 新図書室が完成。創立50周年記念式典を挙行。新校門を設置。
- 1999年（平成11年）3月 - LL教室を撤去の上、新パソコン室とする。
- 2000年（平成12年）10月 - 教室棟の大規模改修が完了。
- 2001年（平成13年）
  - 9月 - 管理棟の大規模改修が完了。
  - 12月 - 運動場を整地。
- 2003年（平成15年）3月 - 技術教室と武道場を改築。
- 2008年（平成20年）3月 - 体育館の増改築が完了。
- 2009年（平成21年）8月 - 教室棟の耐震工事が完了。
- 2012年（平成24年）4月 - 図書準備室、情報管理室を増設。
- 2014年（平成26年）7月 - 校舎海岸沿いの樹木を伐採。
- 2018年（平成30年）3月 - 寄贈により、校歌石碑を建立。
- 2020年（令和2年）6月 - 通級指導教室を開設。

## 交通
最寄りの鉄道駅
- JR九州 長崎本線「肥前大浦駅」

最寄りのバス停留所
- 祐徳バス 太良「風配登山口」バス停

最寄りの幹線道路
- 国道207号

## 周辺
- 太良町民体育センター
- 太良町役場 大浦支所
- 鹿島警察署大浦警察官駐在所
- 大浦郵便局